# Liste der Biografien/Mayb
Liste der Biografien |
Portal Biografien |
Personensuche
# |
A |
B |
C |
D |
E |
F |
G |
H |
I |
J |
K |
L |
M |
N |
O |
P |
Q |
R |
S |
T |
U |
V |
W |
X |
Y |
Z |
?
 
Ma |
Mb |
Mc |
Md |
Me |
Mf |
Mg |
Mh |
Mi |
Mj |
Mk |
Ml |
Mm |
Mn |
Mo |
Mp |
Mq |
Mr |
Ms |
Mt |
Mu |
Mv |
Mw |
Mx |
My |
Mz
 
Maa |
Mab |
Mac |
Mad |
Mae |
Maf |
Mag |
Mah |
Mai |
Maj |
Mak |
Mal |
Mam |
Man |
Mao |
Map |
Maq |
Mar |
Mas |
Mat |
Mau |
Mav |
Maw |
Max |
May |
Maz
 
Maya |
Mayb |
Mayc |
Mayd |
Maye |
Mayf |
Mayh |
Mayi |
Mayk |
Mayl |
Maym |
Mayn |
Mayo |
Mayr |
Mays |
Mayt |
Mayu |
Mayv |
Mayw
Die Liste der Biografien führt alle Personen auf, die in der deutschsprachigen Wikipedia einen Artikel haben. Dieses ist eine Teilliste mit 29 Einträgen von Personen, deren Namen mit den Buchstaben „Mayb“ beginnt.

## Mayb

### Mayba
- Maybach, Albert von (1822–1904), deutscher Jurist, preußischer Regierungsbeamter (Minister der öffentlichen Arbeiten)
- Maybach, Christiane (1927–2006), deutsche Schauspielerin und Synchronsprecherin
- Maybach, Karl (1879–1960), deutscher Maschinenbau-Ingenieur und Konstrukteur von Verbrennungsmotoren
- Maybach, Philipp (* 2007), österreichischer Fußballspieler
- Maybach, Wilhelm (1846–1929), deutscher Automobilkonstrukteur und UnternehmerWilhelm Maybach (1846–1929)

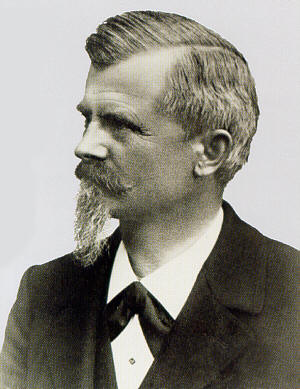
Wilhelm Maybach (1846–1929)

- Maybank, Anthuan (* 1969), US-amerikanischer Leichtathlet
- Maybank, Burnet R. (1899–1954), US-amerikanischer Politiker
- Maybank, Burnet R. junior (1924–2016), US-amerikanischer Politiker
- Maybaum, Heinz (1896–1955), deutscher Historiker und Hochschullehrer
- Maybaum, Ignaz (1897–1976), deutsch-britischer Rabbiner
- Maybaum, Jakob (1888–1978), deutscher Priester
- Maybaum, Johannes (1864–1932), deutscher Gymnasiallehrer, Altphilologe und Numismatiker
- Maybaum, Siegmund (1844–1919), Rabbiner und jüdischer Gelehrter

### Maybe
- Maybe Baby (* 1995), russische Sängerin und Rapperin
- Maybee, George (1913–1973), kanadischer Organist, Chorleiter und Musikpädagoge
- Mayberg (* 2000), deutscher Singer-Songwriter
- Mayberg, Helen S. (* 1956), US-amerikanische Neurowissenschaftlerin
- Mayberg, Katharina (1923–2007), deutsche Schauspielerin
- Mayberry, Donald († 2011), US-amerikanischer Jazzmusiker
- Mayberry, George (1883–1961), irischer Leichtathlet
- Mayberry, Lauren (* 1987), schottische Sängerin, Musikerin und Songwriterin
- Mayberry, Russ (1925–2012), US-amerikanischer Filmregisseur

### Maybo
- Mayböck, Leopold Josef, österreichischer Regional- und Heimatforscher

### Maybr
- Maybrick, James (1838–1889), englischer Baumwollhändler, wurde fälschlich als Jack the Ripper identifiziert
- Maybrick, Michael (1841–1913), britischer Sänger (Bariton), Organist, Komponist und Bürgermeister von Ryde
- Maybrid, Ilse (1923–2014), deutsche Schauspielerin und Kabarettistin

### Maybu
- Mayburger, Josef (1814–1908), österreichischer Maler, Lehrer und Lokalpolitiker
- Maybury, John (* 1958), britischer Künstler und Filmregisseur
- Maybury, William C. (1848–1909), US-amerikanischer Politiker